# Spiradiclis luochengensis
Spiradiclis luochengensis là một loài thực vật có hoa trong họ Thiến thảo. Loài này được H.S.Lo & W.L.Sha miêu tả khoa học đầu tiên năm 1983.